# Alberto Zozaya
Alberto Máximo Zozaya (Gualeguaychú, 13 aprile 1908 – La Plata, 17 febbraio 1981) è stato un calciatore e allenatore di calcio argentino, di ruolo attaccante. Fu soprannominato Don Padilla.

## Carriera

### Giocatore

#### Club

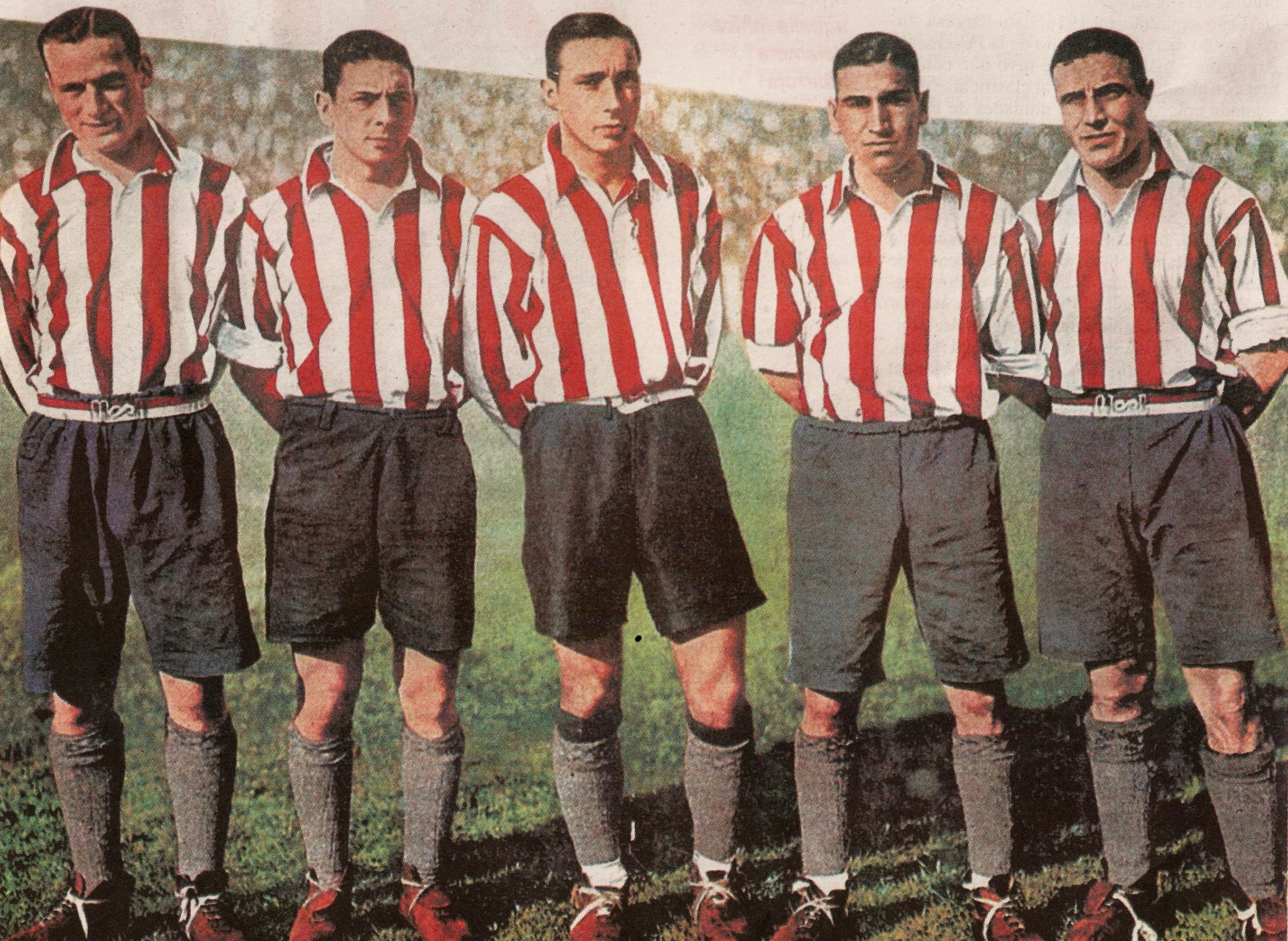
La prima linea dell'Estudiantes: al centro, Alberto Zozaya

Zozaya militò per gran parte della sua carriera nell'Estudiantes, facendo parte della famosa linea d'attacco Los Profesores insieme a Alejandro Scopelli, Miguel Ángel Lauri, Manuel Ferreira e Enrique Guaita.
Giocò con questa squadra per dieci anni, dal 1929 al 1939, con un totale di 181 partite giocate e 144 gol segnati. Segnò la prima marcatura in assoluto, contro il Talleres, della Primera División 1931, stagione inizio dell'era professionistica; e fu anche il capocannoniere di quella competizione. Con un totale di 144 gol in 181 partite, è il terzo giocatore più prolifico della squadra, dietro Manuel Pelegrina e Ricardo Infante.
Come giocatore della squadra platense fece prestazioni eccezionali, portando la formazione seconda nell'ultimo campionato della AAAF e terza nella stagione successiva, dietro San Lorenzo e Boca Juniors, dove però furono la squadra più prolifica con 104 reti.
Nel 1940, un grave infortunio muscolare lo spinse a ritirarsi. Tuttavia tentò la fortuna, giocando prima in Uruguay al Bella Vista, per poi tornare lo stesso anno di nuovo in patria, col Racing Club.

#### Nazionale
Con la Nazionale argentina disputò 9 partite in cui segnò 8 gol. Debuttò con la Nazionale contro la Nazionale uruguaiana, in un'amichevole persa per 2-1. Fece la sua prima doppietta di nuovo contro l'Uruguay, nella Copa Juan Mignaburu. Giocò l'ultima partita con la Nazionale il 1º febbraio 1937 contro il Brasile, nella finale del Campeonato Sudamericano de Football 1937, competizione vinta ai supplementari grazie ad una doppietta di Vicente de la Mata.

### Allenatore
Ritiratosi dal calcio giocato, Zozaya allenò nella seconda metà degli anni quaranta l'Estudiantes. Con la squadra vinse l'ultima edizione della Copa de la República, nel 1945, ed ebbe una stagione positiva nel campionato del 1948, portando la squadra al 3º posto, una delle migliori stagioni della formazione bianco-rossa insieme alla vittoria del Campionato Metropolitano nel 1967. Andò poi ad allenare in Portogallo, al Benfica, rimanendo una sola stagione in panchina.

## Palmarès

### Giocatore

#### Competizioni nazionali
- Primera B Metropolitana: 1

Estudiantes: 1935

#### Individuale
- Capocannoniere della Primera División: 1

1931 (33 gol)

#### Nazionale
- Campeonato Sudamericano de Football: 1

Argentina 1937

### Allenatore

#### Competizioni nazionali
- Coppa del Portogallo: 1

Benfica: 1952-1953